# Autumnblaze
Autumnblaze is een Duitse gothicmetalband.

## Artiesten
- Markus B. - vocalist, gitarist
- Jochen "Joey" Siedl - gitarist
- Carsten P. - bassist
- Mike M. - drummer

## Discografie
- 1999 - DämmerElbenTragödie
- 2000 - Bleak
- 2002 - Mute boy Sad girl
- 2002 - Lighthouses
- 2004 - The Mute Sessions
- 2004 - Words are not what they seem
- 2009 - Perdition Diaries
- 2009 - DämmerElbenTragödie (Luxus)
- 2012 - Every sun is fragile
- 2020 - welkin shores burning